# Folkomröstningen om trängselskatt i Stockholm 2006

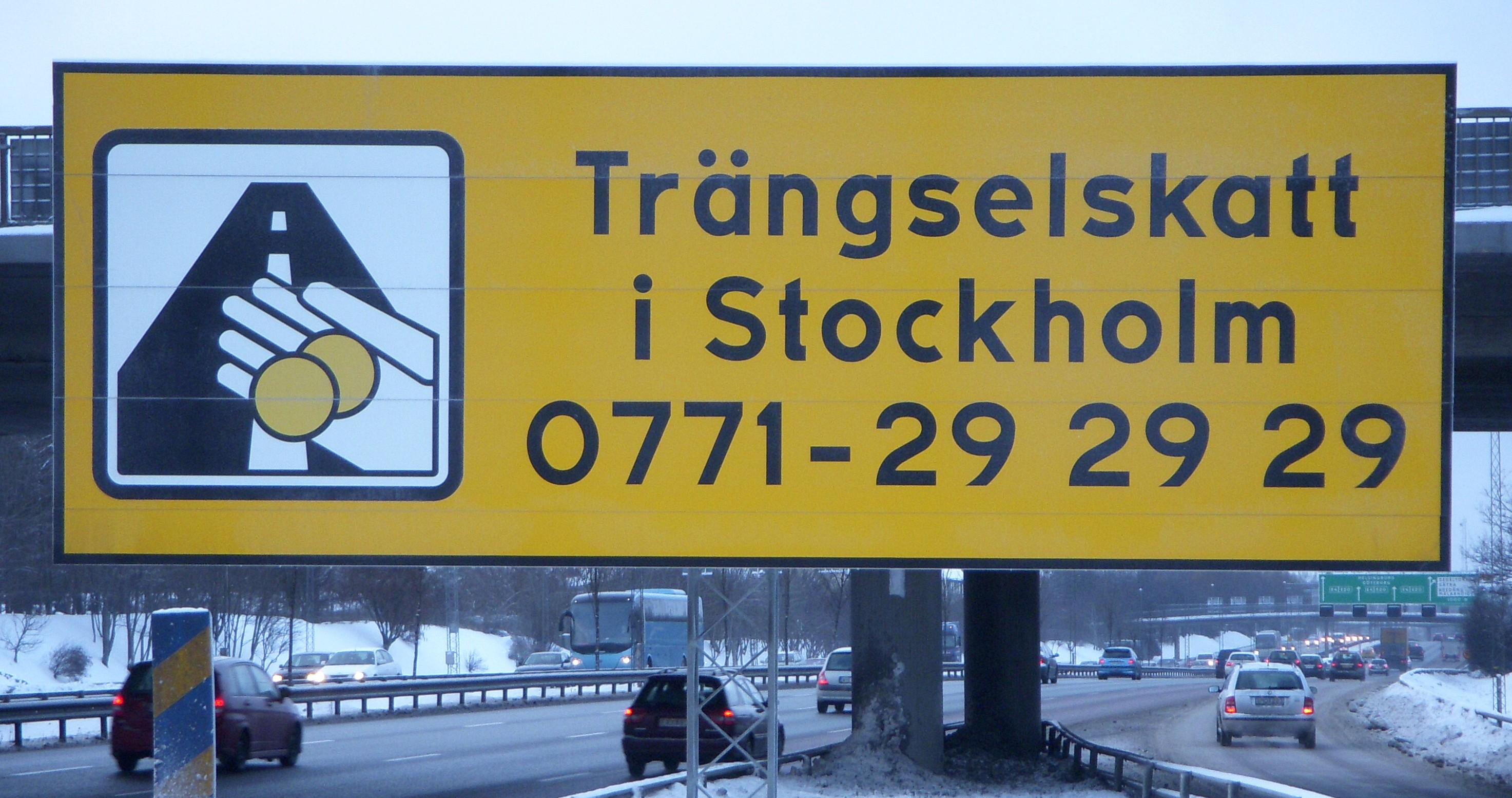
Officiell skylt vid Stockholms infarter.

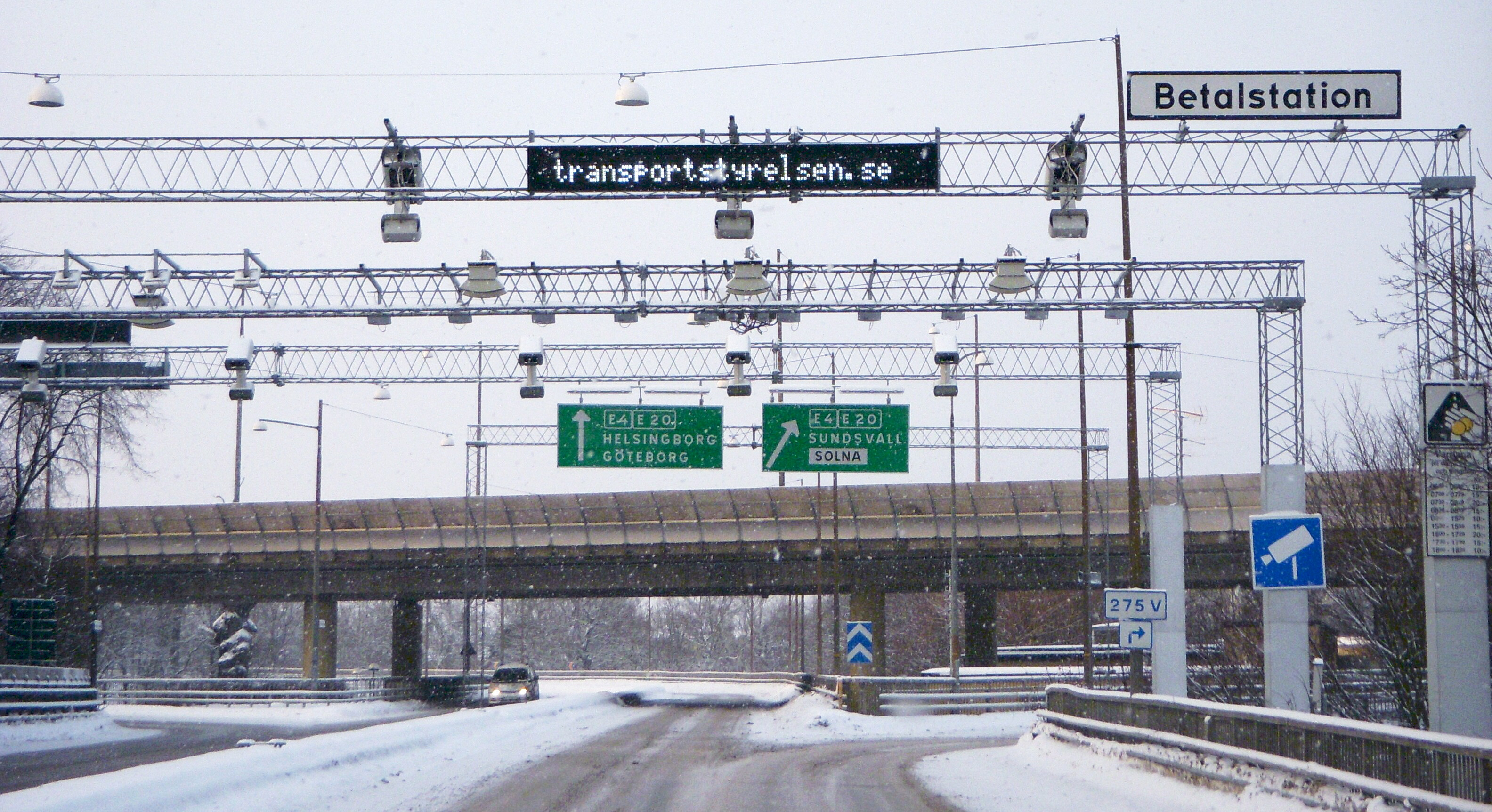
Betalstation vid Hornsberg, januari 2010.

En lokal folkomröstning angående införandet av Trängselskatt i Stockholm ägde rum i Stockholms kommun och 14 kranskommuner i samband med riksdagsvalet 2006. För att ge de valberättigade en realistisk bakgrund genomfördes ett fullskaleförsök med trängselskatt från 3 januari 2006 till 31 juli det så kallade Stockholmsförsöket. 
En majoritet (51,5%) röstade ja till trängselskatt i Stockholms kommun, där nej-sidan samlade 45,8% av rösterna. I kringliggande kommuner röstade emellertid en klar majoritet mot permanent trängselskatt. Sammanlagt i omröstningen i de 15 kommunerna (inklusive Stockholm) avgavs 773472 ja- eller nejröster. Av dessa var 47,5% jaröster och 52,5% nejröster. Trängselskatt infördes permanent den 1 augusti 2007. Beslutet fattades av Riksdagen och den skatt som tas ut är statlig.

## Historia

### Bakgrund
Förra finansborgarrådet i Stockholm, Annika Billström, s, lovade före valet 2002 att det inte skulle bli någon trängselskatt i Stockholm men tvingades efter valet att ändra sin åsikt sedan hennes eget parti, Socialdemokraterna, accepterat detta krav för att få Miljöpartiet att stödja en socialdemokratisk regering.
En anledning till att det just blev en trängselskatt är att vägavgifter endast får tas ut på nybyggda vägar och broar vilket var planerat att ändras med en lagändring. Anledningen till att det blev en statlig skatt och inte längre en kommunangelägenhet var att kommuner endast kan beskatta sina egna invånare.  Därför tog Vägverket över projektet från Stockholms Stad under tiden som upphandlingen av det tekniska systemet pågick.

### Opinionsläget
Opinionen var innan försöket starkt mot trängselskatter i Stockholm och i de kommuner som redan genomfört omröstningar har trängselskatter mycket tydligt avvisats. Enligt flera opinionsundersökningar svarade en mycket stor majoritet av befolkningen i såväl Stockholms län, Stockholms stad och Stockholms innerstad nej på den raka frågan om ja eller nej till trängselskatt.
När försöket avslutats visades det dock sig att opinionen hade vänt, en klar majoritet av de boende i Stockholms stad och även en majoritet av de boende i Stockholms län var för trängselskatterna. Den stora skillnaden mellan undersökningarna kan tänkas bero på formuleringarna av frågan. De som beställts av tidningarna har frågat om man är för eller emot trängselskatter. Den som beställdes av miljöpartiet i maj hade valsedelns fråga, som har ansetts vara mer positivt vinklad.

#### Juni 2005
En undersökning genomfördes av Skop i juni och juli 2005 med 1 100 intervjuade personer och visade att över 70 procent av befolkningarna i samtliga tre grupper ovan var emot försöket. I en opinionsmätning utförd av PFM Research i Sverige AB i juni 2005 på uppdrag av Stockholms stad intervjuades 1 000 länsinvånare i åldern 18 till 74 år per telefon. När de tillfrågades om vad de tycker om att staden beslutat genomföra försöket svarade 52 procent att de tyckte att beslutet var dåligt eller ganska dåligt, medan 42 procent tyckte att beslutet var ganska bra eller mycket bra. Av de svarande som bodde i Stockholms stad svarade 49 procent att beslutet att genomföra försöket är ganska bra eller mycket bra, medan 45 procent ansåg att beslutet att genomföra försöket är ganska dåligt eller mycket dåligt. Den politiska oppositionen har kritiserat Stockholm stads opinionsundersökningar, bland annat för att frågorna inte har redovisat kostnaderna.

#### Januari-maj 2006
De opinionsundersökningar som skett efter att försöket startat visar på en viss svängning i opinionen. Aftonbladet/Sifo redovisar 57 procent negativa och 33 procent positiva till en permanentning av försöket. Undersökningen skedde 23-26 januari 2006 med ett representativt urval på 1 000 personer över 18 år som bor i Stockholms län.
Svenska Dagbladet/Sifo genomförde en mätning mellan den 18 januari och 21 februari 2006 som redovisar 53 procent negativa och 32 procent positiva till en permanentning av trängselskatten bland invånarna i Stockholms län. . I en mätning som TEMO/DN gjorde mellan 28 februari och den 7 mars visar att 47 % av invånarna i Stockholms stad skulle rösta nej till trängselskatt, medan 43 % skulle rösta ja om valet varit under den tidsperioden. Enligt en sifo-undersökning (beställd av miljöpartiet) i maj var 62 % av stockholmarna nu positiva till trängselskatterna medan 30 % var negativa.

### Valresultat i folkomröstningen
Texten på valsedeln i Stockholm var: "Miljöavgifter/trängselskatt innebär att avgifter tas ut i biltrafiken i syfte att minska köer och förbättra miljön. Intäkterna återförs till Stockholmsregionen för investeringar i kollektivtrafik och vägar." 
Resultatet blev för Stockholms kommun att 51,5 procent röstade ja, och 45,8 procent röstade nej. Valdeltagandet var 74,7 procent.
Resultat från folkomröstningen - per stadsdelsområde i Stockholm
| Stadsdelsområde    | Antal         | Antal         | Antal | Antal     | Andel            |
|                    | ja            | nej           | blank | ogiltiga* | röstdeltagande % |
| Bromma             | 16 943        | 18 807        | 867   | 194       | 79,6             |
| Enskede-Årsta      | 14 921        | 11 815        | 542   | 116       | 75,7             |
| Farsta             | 12 729        | 12 244        | 611   | 145       | 71,9             |
| Hägersten          | 9 131         | 8 654         | 441   | 72        | 75,7             |
| Hässelby-Vällingby | 13 474        | 16 566        | 681   | 182       | 73,5             |
| Katarina-Sofia     | 26 038        | 15 531        | 672   | 231       | 80,1             |
| Kista              | 7 020         | 5 854         | 282   | 179       | 60,2             |
| Kungsholmen        | 19 516        | 18 511        | 760   | 206       | 80,1             |
| Liljeholmen        | 11 316        | 7 743         | 399   | 78        | 76,3             |
| Maria-Gamla stan   | 20 768        | 11 723        | 521   | 167       | 78,1             |
| Norrmalm           | 20 611        | 16 714        | 619   | 347       | 79,2             |
| Rinkeby            | 2 028         | 1 600         | 59    | 218       | 46,8             |
| Skarpnäck          | 12 799        | 8 158         | 471   | 156       | 74,0             |
| Skärholmen         | 5 971         | 6 774         | 338   | 89        | 61,3             |
| Spånga-Tensta      | 6 161         | 7 574         | 242   | 163       | 65,8             |
| Vantör             | 8 124         | 8 551         | 433   | 116       | 66,5             |
| Älvsjö             | 4 781         | 6 234         | 251   | 59        | 79,6             |
| Östermalm          | 19 815        | 22 373        | 736   | 297       | 78,8             |
| Totalt:            | 232 146 53,1% | 205 426 46,9% | 8 925 | 3 015     |                  |

* = Ogiltiga röstsedlar kan vara röstsedlar från andra kommuners folkomröstningar eller röstsedlar där någon skrivit, ritat eller på annat sätt påverkat innehållet.
Texten på valsedeln i övriga kommuner var "Anser du att trängselskatt ska införas permanent i Stockholm?"
I samtliga de 14 omgivande kommuner som röstade blev resultatet ett klart nej. Sammanlagt i de 14 kranskommunerna röstade 39,8 % ja och 60,2 % nej, blankröster borträknade.

Resultat från folkomröstningen - per kommun
| Kommun     | Antal        | Antal        | Antal | Antal     | Andel            |
|            | Ja           | Nej          | blank | ogiltiga* | röstdeltagande % |
| Danderyd   | 32,5%        | 67,5%        |       |           |                  |
| Ekerö      | 39,9%        | 60,1%        |       |           |                  |
| Haninge    | 40,8%        | 59,2%        |       |           |                  |
| Lidingö    | 29,6%        | 70,4%        |       |           |                  |
| Nacka      | 42,9%        | 57,1%        |       |           |                  |
| Nynäshamn  | 41,2%        | 58,8%        |       |           |                  |
| Salem      | 39,6%        | 60,4%        |       |           |                  |
| Sollentuna | 40,8%        | 59,2%        |       |           |                  |
| Solna      | 15 629 43,9% | 19 969 56,1% | 1 302 | 215       | 77 %             |
| Tyresö     | 44,3%        | 55,7%        |       |           |                  |
| Täby       | 34,2%        | 65,8%        |       |           |                  |
| Vallentuna | 42,5%        | 57,5%        |       |           |                  |
| Vaxholm    | 45,9%        | 54,1%        |       |           |                  |
| Österåker  | 8 238 40,9%  | 11 902 59,1% | 1 199 | 111       | 75 %             |
| Totalt:    | 39,8%        | 60,2%        |       |           |                  |

Sammanlagt i omröstningen i de 15 kommunerna (inklusive Stockholm) avgavs 773 472 ja- eller nejröster. Av dessa var 47,5 % jaröster och 52,5 % nejröster. 

### Utvärdering av trängselskatteförsöket
En analysgrupp har gått igenom rapporterna från försöket. Utvärderingen av trängselskatteförsöket visade att trafiken under avgiftsbelagd tid minskade med 20–25 procent. I innerstan minskade trafiken i snitt 10 procent, luften innanför tullarna har sluppit 9-14 procent av koldioxidutsläppen. Kollektivtrafikresandet beräknas att ha ökat med 4,5 procent.
Siffrorna gäller perioden som försöket genomfördes. Trafikreduktionen har sedan dess fram till 2012 varit relativt konstant.

## Debatt

### Argument för/emot trängselskatter i Stockholm

#### Argument för trängselskatter i Stockholm
- Trafikmängden har minskat med cirka 22 procent i avgiftssnittet.[12] Enligt dåvarande miljöminister Lena Sommestad innebär trängseln på gatorna i Stockholm en kostnad för samhället på mer än fem miljarder kronor varje år, bland annat genom ökade transportkostnader och minskad ekonomisk effektivitet.

- Den totala tid som stockholmarna tillbringar i köer minskar, vilket frigör tid för arbete och umgänge, tid som tidigare förbrukats till transporter. Eftersom tid tillbringad i bilkö är en för alltid förstörd potentiell produktionsresurs, innebär en ökad trängsel en direkt kostnad för privatpersoner och företag, och skadar tillväxten i regionen.[13]

- Bilköerna kostar Stockholm 3 miljarder kr enligt Stockholms handelskammare (enligt andra beräkningar 8 miljarder kr) genom dyrare varutransporter och långa restider.[14]

- Enligt Naturvårdsverket beräknas de minskade utsläppen leda till att 25-30 liv årligen räddas.[15]

- Om färre fordon rör sig i innerstaden innebär det att utsläppen av kväveoxider och växthusgaser minskar.

- Fler bostäder kan byggas i områden som annars inte skulle klara luftkvalitetsnormerna.[16]

- Genom att en del resenärer till följd av prissättningen åker tidigare eller senare på dagen minskar mängden köer med krypkörning. Eftersom körning 0–10 km/h leder till extremt höga utsläppstal per kilometer, bidrar även de bilar som fortfarande trafikerar staden till minskningen, genom att kunna hålla en jämnare och högre hastighet.

- De flesta trafikplanerare är eniga om att det inte är möjligt att få bort trängseln i Stockholms innerstad enbart genom att bygga nya vägar.  För det första saknas utrymme på marken för att bredda eller utöka vägnätet i innerstaden.  För det andra finns ett starkt samband mellan utökat utbud på väginfrastruktur och ökad efterfrågan, det vill säga att det byggs fler och bättre vägar, så väljer också fler att använda bilen allt oftare (inducerad  trafik).[17]

- En avgift som varierar med tid och plats är det enda sättet att ta ut den verkliga marginalkostnaden för biltrafiken, eftersom de externa effekterna (utsläpp, buller, olyckor etc.) är mångfalt högre i tätort och rusningstrafik än på glest trafikerad landsväg.[18]

- Ett avgiftssystem ger även de intäkter som möjliggör en framtida utveckling och utbyggnad av trafik-apparaten i Stockholm.

- London har framgångsrikt infört trängselavgifter och därmed minskat biltrafiken och ökat framkomligheten i innerstaden, gjort bussresor snabbare och stadskärnan mer turistvänlig.

- Det är en fördel med mindre trafik, främst för yrkestrafiken som kan ta sig snabbare runt i stan. Taxiresor blir billigare om resan går fortare i kortare köer. Kollektivtrafiken kan ta sig fram snabbare.[19]

- Restiderna har blivit kortare.[20]

- Att inte marginalprissätta användandet av en resurs leder till överutnyttjande. Det är därför det kostar lite pengar att gå till sjukhuset, trots att sjukhuset redan är betalt av skatterna. På samma sätt bör det kosta en liten summa att använda en trång resurs som vägar i innerstaden. Det är med dessa marknadsliberala argument som bland annat Milton Friedman[21] och Johan Norberg[22] för trängselavgifter.

#### Argument mot trängselskatter i Stockholm
- Det finns många områden inom ringen där det inte funnits trängsel eller miljöproblem (orsakad av biltrafik inom området). Dvs nuvarande system har dålig "träffsäkerhet" och uppfattas av många som en omotiverad och orättvis beskattning.

- För de som bor inom avgiftsringen blir det billigare att köra inom ringen istället för att utnyttja t.ex. Essingeleden, eftersom det kostar att åka ut från det område inom vilket man säger sig vilja minska trängseln och miljöbelastningen. Det är själv ringkanten som är beskattad.

- Vissa anser att trängselskatter endast under speciella omständigheter leder till att de totala transporttiderna minskar. Det eftersom Stockholm inte har de förutsättningar som normalt krävs för att trängselskatter skall kunna fungera, bland annat tillgång på kringfartsleder. Simuleringar har också visat att de totala transporttiderna kommer att öka, om än omfördelas, med trängselskatter. Kostnaden för samhället på grund av otillräcklig vägkapacitet riskerar att öka, inte minska, med trängselskatter.

- Många som lätt kan åka kollektivt till arbeten i centrum gör det redan och de som istället kör bil gör det delvis på grund av bostadsorten och den ökade tidsåtgången som kollektivt resande skulle medföra.

- I praktiken är förslaget likvärdigt med det förslag om avgiftsring, det vill säga en vägavgift som betalas för att få köra in i centrala staden, som fanns några år tidigare. Förslaget förkastades då delvis på grund av orättvisa, att bo på ena eller andra sidan gränsen, samt på grund av Lidingöproblemet (boende på Lidingö måste betala dubbel avgift för att ta sig mellan landsorten och hemmet, medan boende i de övriga förorterna inte behöver betala någonting alls). Lidingöproblemet har med Stockholmsförsöket fått en lösning, men många[vem?] anser att det fortfarande är en orättvisa där förorts- och landsortsborna betalar för att komma till Stockholm. Vissa kritiker anser att man nu försöker införa ungefär samma system, men under ett nytt namn, i förhoppning om att det ska tas emot bättre.

- Trängselskatter befaras leda till mer trafik på Essingeleden, men det finns inte långsiktig kapacitet för denna. Det finns farhågor om att det redan under försöksperioden kommer att uppstå svåra köer på Essingeleden. Vägverket har därför tvingas sätta upp stoppljus på vissa påfartsramper och har framfört förslag om att vid behov stänga uppfarter närmast innerstaden helt för att reglera trafiken. Det leder i sådana fall till stillastående trafik i förorterna och att trafik tvingas köra genom innerstaden.

- Stockholms handelskammare är negativa till trängselskatter på grund av de försämringar av tillgängligheten det medför, enligt dem, för näringslivet. Beträffande den rena butiksverksamheten har Londons handelskammare konstaterat negativa effekter för handeln innanför tullringen.

- Så som trängselskatten är utformad beskattas själva passagen genom gränsen, inte egentligen körning inom zonen. De som bor innanför kan köra så mycket de vill innanför, men beskattas när de kör ut.

- Trängselskatten gick initialt med förlust. Staten förlorade under försöksperioden 3 miljarder på trängselskatten, inklusive bidrag till kollektivtrafiken[23] Skatteintäkter 0,5 miljard och 3,8 i kostnader. Om skatten permanentas går skatt och kostnader inkl kollektivtrafik troligen jämnt upp, men startkostnaden har man haft.

- Det finns inga garantier för att skatten går tillbaka till regionen. Eftersom det är en statlig skatt tillfaller intäkterna staten. Systemet medför därför en ökad beskattning av Stockholmsområdet.

- Kostnaderna går delvis till bussförarjobb i Stockholm, men stora summor till busstillverkare, administration och avläsningsteknikföretag placerade i andra städer.

- Budfirmor, transportföretag och andra företag där transporter över betalningsgränssnitten ingår i tillhandahållna tjänster har höjt priserna för att täcka kostnaderna för trängselskatten. Systemet leder därmed till en förhöjd prisnivå i regionen.

- Taxi kör också buduppdrag, men de har frihet från trängselskatt. Det går inte att kontrollera om de kör passagerare eller bud. Det blir en snedvridning av konkurrensen.

- Motormännens Riksförbund är negativa till trängselskatterna och hur de tillkommit samt anser att bilisterna redan idag betalar tillräckligt mycket i skatter och avgifter. Därför gjorde man stora namninsamlingar för att tvinga fram folkomröstning, vilket lyckades. I flera kommuner hölls sådana omgående vilket visade en mycket stark opinion mot trängselskatterna. I Stockholm valde dock den politiska majoriteten istället att påstå att trängselskatterna till en början var ett försök och att folkomröstningen först skulle hållas i samband med valet 2006.

- Många invånare anser att de har fått alltför lite information om vad trängselskatterna innebär. Under oktober till december 2005 skickade Vägverket ut en kortfattad information om försöket till samtliga registrerade fordonsägare i Sverige.

- Det har även hävdats att trängselskatterna slår hårdast mot medborgare med små ekonomiska resurser.
- För trafikanter norrifrån hamnar infartsparkeringen vid Universitetet innanför avgiftsringen vilket ger minskat incitament att åka kollektivt (strikt sett enbart ett argument emot utformningen av försöket, inte emot trängselskatter i sig).

### Kritik mot genomförandet av trängselskatteperioden
Trängselskatterna har varit en mycket omdiskuterad fråga. Den politiska majoriteten i Stockholms stadshus har fått mycket kritik från oppositionen. Inte minst finansborgarrådet Annika Billström (s) har kritiserats för att hon i valrörelsen 2002 lovade att detta inte skulle införas. Principbeslut om det togs dock över Billströms huvud, när Miljöpartiet de Gröna fick gehör för detta krav i de förhandlingar som ledde till att partiet i riksdagen blev ett stödparti till den socialdemokratiska regeringen. Billström har därefter rättat sig i partiledet och argumenterar nu för införandet av trängselskatter. 
Till en början var dock Annika Billström tydlig med att ett villkor var att pengarna som betalades in i skatt skulle gå tillbaka till regionen. Därför var hon starkt emot lagstiftningen om att staten först skulle dra av sina omkostnader, men ändrade sig även denna gång.

### Fördelning och demokrati
Hur intäkterna används är av avgörande betydelse för den fördelningsmässiga profilen av trängselprissättning av väg. För att få acceptans hos allmänheten, menar många forskare, bör intäkterna på ett eller annat sätt kunna användas av dem som bor i regionen. Dessa bör också ha möjlighet att kunna rösta om skattens storlek och intäkternas användning. Som ett led i detta kommer en folkomröstning att äga rum i Stockholms kommun. 
Eftersom trängselskatten inte är avdragsgill i något inkomstslag kommer systemet att ge ökade skatteinkomster för staten även utöver själva trängselskatten då företag höjer sina priser för att kompensera för den ökade kostnaden samt ersättningarna för trängselskatt som betalas vid tjänsteresor höjs. Återförande till regionen av dessa skatteintäkter har inte diskuterats i debatten kring försöket.[källa behövs]
Försöket ger inte särskilt många jobb i Stockholm, eftersom administration och telefon/epostsvar har placerats på andra orter (exempelvis i Linköping). Avläsningstekniken sköts dock från Stockholm och några fler jobb som bussförare blir det.[källa behövs]
Ett antal kommuner har på egen hand beslutat ha kommunal folkomröstning samtidigt med Stockholm i denna fråga, nämligen åtminstone Danderyd, Ekerö, Haninge, Lidingö, Nacka, Nynäshamn, Salem, Sollentuna, Solna, Tyresö, Täby, Vallentuna, Vaxholm och Österåker. Solna och Lidingö ska ha texten "Anser du att trängselskatt ska införas permanent i Stockholm ?" på valsedeln.
Socialdemokraterna och dess stödpartier har deklarerat att man bara tar hänsyn till omröstningen i Stockholm. De borgerliga partierna har deklarerat att man väger in även övriga kommuners omröstningar.[källa behövs]